# Fíjate qué suave
Fíjate que suave es una película de comedia mexicana de 1948, escrita y dirigida por Juan Bustillo Oro y protagonizada por Manolín y Shilinsky, junto a las actrices, Amanda del Llano y Perla Aguiar. Esta es la primera película de Manolín y Shilinsky como dúo cómico. 
Se trata de dos hermanas herederas y los intentos de varios hombres de casarse con ellas para ser partícipes de la herencia.

## Argumento
Empieza la película con una mujer peruana, llamada Doña Manuela Flores, en una oficina de México
D.F., contando a su abogado las razones por la que está en México y pidiéndole discreción.
Explica que tiene mucho dinero y que sus dos ahijadas, Chayito y Gracia, van a heredarlo. Ella sabe que el apoderado de sus ahijadas, Don Cayetano, ha estado abusando de su condición para gastar el dinero que sus padres les dejaron y va a reunir las pruebas necesarias para desenmascararlo. Para confiar a Don Cayetano, ella le ha dado por su lado y aparentado estar de acuerdo en que sus ahijadas se casen con él y su licenciado, Don Panchito. También sabe que su ahijada Chayito está enamorada de un "fresco", de nombre Shilinsky, que es un cómico de radio.
La próxima escena muestra a dos personalidades de radio, Shilinsky y Manolín haciendo su programa de música y comedia. Durante el mismo Manolín cuenta un cuento y después tocan la guitarra entre los dos. Al terminar el programa, Shilinsky explica a Manolín que no va a continuar con el programa, pero no tiene tiempo de explicar por qué, pues tiene prisa.
Después Shilinsky está fuera de una casa hablando con Chayito, aprovechando que Don Cayetano
duerme. Habla de cómo quiere casarse con ella pero ella explica que no puede, porque Don Cayetano no la deja ni hablar con otros hombres. Después llega Don Panchito y Don Cayetano despierta, por lo que Shilinsky necesita irse. Más tarde, Shilinsky dice a Manolín que va a dejar de hacer el programa de radio porque va a casarse con Chayito y heredar sus millones. Durante esta conversación, Chayito llama a Shilinsky para decirle que Cayetano quiere casarse con Chayito y su abogado con Gracia. Don Cayetano se las quiere llevar a su rancho en el Estado de México para arreglar las cosas cuando llegue Doña Manuela, pero no permitir que las muchachas vean a otros hombres.
Después de oír esto, Shilinsky se dedica a idear cómo entrar al rancho, y aprovechando que Don
Cayetano no conoce a Doña Manuela, crea el plan de vestir de mujer a Manolín y hacerlo pasar como Doña Manuela. Cuando van al rancho, todo va bien y Don Cayetano deja entrar a los dos hombres, uno vestido como mujer. Manolín, como Doña Manuela, cae muy bien a las muchachas pero parece muy rara a Don Cayetano y su abogado. Manolín aprovecha su condición para abusar de los cariños de las muchachas, lo que provoca la ira de Shilinsky, pero Manolín no permite que Shilinsky lo intimide, ya que él también está arriesgando su vida. Entonces Shilinsky no tiene más remedio que apechugar por la situación que él mismo creó.
Más tarde, Manolín crea un plan de hacer a Cayetano y su abogado olvidar sus bodas con Chayito y Gracia, pues Manolín como Doña Manuela hace creer a los hombres que ella los quiere y podrían
casarse con ella y con ello quedarse con sus millones. Esto provoca la confrontación de ambos
hombres, pues cada uno de ellos desea ser quien se case con Doña Manuela para quedarse con los
millones.
La noche después, el abogado Panchito regresa borracho y con un mariachi, gritando de su amor de Doña Manuela. Con ello despierta a toda la casa, incluso a Don Cayetano y a Manolín. Cayetano y Panchito discuten sobre quién va a casarse con Doña Manuela, y Manolín ordena que deben decidirlo con balazos. Después del incidente, Don Cayetano encuentra a Shilinsky y Chayito juntos, pero como ahora quiere casarse con Doña Manuela, no se enoja y hasta les recomienda casarse.
La próxima mañana, mientras Don Cayetano y Don Panchito se están balaceando, llega la verdadera
Doña Manuela y descubre a Shilinsky y Chayito muy amartelados. Ella desenmascara a Manolín como un impostor y a Shilinsky como un abusivo. Como tiene pruebas de los abusos de Don Cayetano y Don Panchito, los obliga a renunciar a la tutela de las muchachas y cedérsela a ella.
Doña Manuela informa a todos que va a llevar a las muchachas a Lima para casarse con buenos
hombres de dinero. Al final deja a los hombres solos y cuando salen Manolín y Shilinsky, Don Cayetano y Don Panchito los persiguen a balazos.

## Reparto
- Manuel Palacios «Manolín» como Manolín / Falsa Doña Manuela Flores.
- Estanislao Schillinsky como Dr. Shilinsky, novio de Chayito
- Amanda del Llano como Rosario "Chayito", ahijada de Doña Manuela Flores.
- Perla Aguiar como Gracia, ahijada de Doña Manuela.
- Agustín Isunza como Don Cayetano Pedrajo.
- Alfredo Varela Jr. como Don Panchito.
- Eugenia Galindo como Doña Manuela Flores, madrina de Rosario y Gracia.
- José Muñoz como Charro del Racho de Guadalupe.
- Ramón Sánchez como Charro del Racho de Guadalupe.
- Alberto Sacramento como Charro del Rancho de Guadalupe.
- Francisco Pando como Arnulfo Ramos, abogado y apoderado de Doña Manuela.
- Ana María Hernández como Doña Angustias, compañera de Doña Manuela.
- Cecilia Leger como Mujer en audiencia.